# Igino Cassi
Igino Cassi (Fiesole, 10 dicembre 1895 – Firenze, 11 febbraio 1963) è stato un dirigente sportivo e imprenditore italiano, presidente della ACF Fiorentina dal 1947 al 1948.

## Biografia
Fu presidente della ACF Fiorentina nella stagione 1946-1947, succedendo a Arrigo Paganelli. La carica venne poi ceduta a Ardelio Allori dopo solo un'annata.
Divenne poi presidente della Mostra internazionale dell'artigianato negli anni cinquanta, proponendo il 24 aprile 1958 lo spostamento dal Parterre alla Fortezza da Basso.
Il 2 giugno 1958 fu insignito dell'onorificenza di Grande ufficiale dell'Ordine al merito della Repubblica italiana, su proposta della Presidenza del Consiglio dei Ministri.